# Nati nel 1356
| Questa pagina contiene informazioni ricavate automaticamente dalle voci biografiche con l'ausilio del template Bio e di un bot. L'aggiornamento è periodico e automatico e ricostruisce completamente la pagina. Se manca una persona in questa lista, sei pregato di non aggiungerla, ma accertati piuttosto che la sua voce biografica contenga il template Bio e che i dati anagrafici siano correttamente compilati. Se il template Bio manca, inseriscilo tu stesso o, in alternativa, metti l'avviso {{tmp\|Bio}} che ne segnala la mancanza. Se i dati riportati sono sbagliati, correggi direttamente la voce biografica; le modifiche saranno visibili in questa lista entro pochi giorni. Per chiarimenti vedi il progetto biografie. La lista contiene solo le 8 persone che sono citate nell'enciclopedia e per le quali è stato implementato correttamente il template Bio. Pagina aggiornata al 19 ott 2024. |

- 29 luglio - Martino I d'Aragona, re († 1410)
- 19 settembre - Obizzo IV d'Este, nobile italiano († 1388)
- Cecilia da Carrara, nobildonna italiana († 1432)
- Lorenzo Onofrio Colonna, conte dei Marsi, nobile e condottiero italiano († 1423)
- Pino II Ordelaffi, nobile italiano († 1402)
- Vincenza Pasini, veggente italiana († 1431)
- Maddalena Scrovegni, umanista italiana († 1429)
- Tommaso III di Saluzzo, marchese italiano († 1416)